# Ivan Nedeljković
Ivan Nedeljković (Belgrado, 29 gennaio 1988) è un ex giocatore di football americano e allenatore di football americano serbo, che ha giocato nel ruolo di defensive back.

## Palmarès
- 6 CEFL Bowl (Beograd Vukovi, 2007, 2009, 2010, 2011, 2013, 2014)
- 8 Serbian Bowl (Beograd Vukovi, 2007, 2011, 2012, 2013, 2014, 2020, 2021, 2022)
- 2 Campionati SAAF (non ufficiali) (Beograd Vukovi, 2009, 2010)